# 노기태
노기태(盧基太, 1946년 12월 21일 ~ )은 대한민국의 정치인이다. 민선 6·7기 부산 강서구청장이다.

## 학력
- 1966년 경남고등학교 졸업
- 1975년 부산대학교 경영학 학사
- 1979년 부산대학교 경영대학원 MBA
- 2006년 부산대학교 국제전문대학원 국제학 석사

### 명예 박사 학위
- 2011년 부경대학교 명예경영학 박사

## 경력
- 부산대학교 총학생회장
- 삼성그룹 근무
- 금강공업주식회사 전무·부사장·대표이사
- 제15대 국회의원(경상남도 창녕군)
  - 국회 건설교통위원회 위원
  - 국회 통상산업위원회 위원
- 제32대 부산광역시 정무부시장
- 부산상공회의소 상근부회장
- 국제신문 대표이사 사장
- 부산항만공사 항만위원회 항만위원(초대 항만위원장)
- 제3대 부산항만공사 사장
- 제12대 부산 강서구청장
- 2017년 3월 23일 더불어민주당 입당
- 제13대 부산 강서구청장
- 2018.09 : 전국시장·군수·구청장협의회 지역공동회장 겸 부산 협의회장

## 저서
- <파도는 멈추지 않는다> 2014년 2월 26일 출간

## 역대 선거 결과
|  | 41.02% |

|  | 46.00% |

|  | 48.81% |

|  | 40.48% |

## 같이 보기
- 창녕군 (1988년 선거구)
- 창녕군의 국회의원
- 부산광역시 부시장
- 부산 강서구청장